# Мустафин, Таджуддин
Таджуддин Мустафин (тат. Таҗетдин Мостафин, азерб. Tacuddin Mustafin) — первый шейх аль-ислам и муфтий мусульман Кавказа.

## История
В 1829 году Николай I предписал наместнику на Кавказе генералу Паскевичу взять твёрдый курс на подчинение горских народов российской администрации, требовать повиновения и подавлять всякое сопротивление. В 1832 году царский генерал Розен предложил первого муфтия мусульман, принадлежащих к суннитскому исламскому движению Кавказа. Этим человеком был Таджуддин Мустафин, только что получивший звание капитана в воинской части, занимавший должность капитана царской армии в Казани был приглашён в Тифлис.

### Прибытие в Тбилиси
Таджуддин Мустафин прибыл в Тифлис в 1835 году, где поселился на снятой командованием специально для него квартире с содержанием в 250 руб. серебром. Спустя некоторое время ему была дана инструкция за № 523, в которой командир отдельного кавказского корпуса барон Григорий Розен отмечал:
— «Согласно изъявленному Вами, почтеннейший эфендий, желанию, прошу Вас отправиться к горским народам, обитающим в восточной части Кавказа, на тот конец, дабы Вы ознакомились ближе с их нравами и обычаями, посредством благоразумных убеждений и внушений старались вселить в них более доверенности к правительству и вывести из многих заблуждений, в которые вводят их люди неблагонамеренные, умеющие пользоваться их невежеством и легковерием и которые стремятся к одному исполнению собственных своих видов, всегда клонящихся к удовлетворению корысти и неограниченного властолюбия».

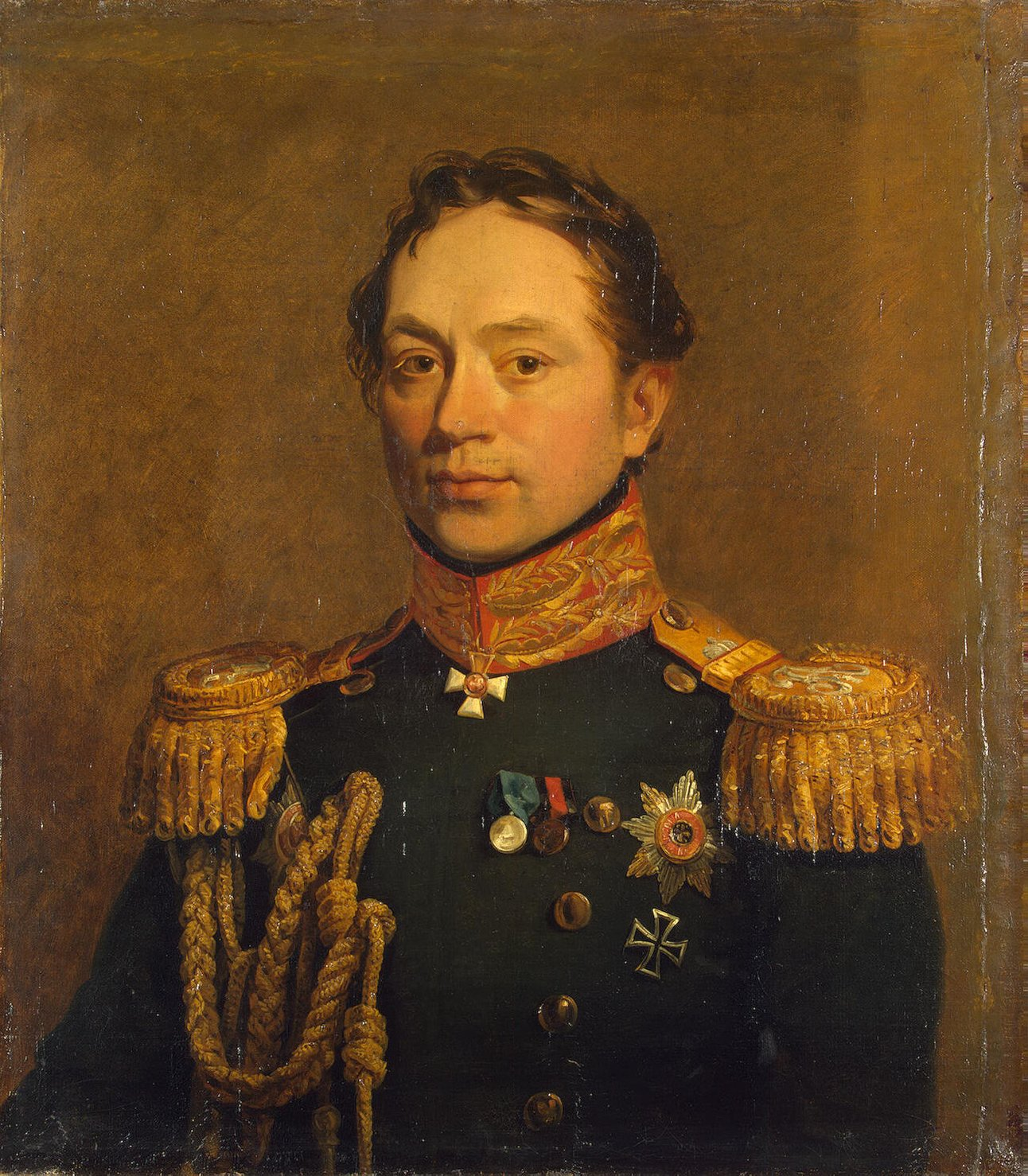
Барон Григорий Владимирович Розен

Далее следовала историческая записка, повествующая о событиях, происходивших в Дагестане и Чечне, и о «главных зачинщиках беспорядков» в крае, с тем, чтобы Мустафин представил себе обстановку в этом регионе. «В окончание, почтеннейший эфендий, — продолжал барон Розен, — мне остаётся пожелать Вам успеха в благих Ваших намерениях и просить Вас быть уверенным, что верность и усердие Ваше правительству доставят Вам полную от оного признательность, и мне весьма приятно будет в своё время всеподданнейше довести до сведения Государя Императора о благонамеренных действиях Ваших…»
Отправление Мустафина в Дагестан и Чечню было представлено командованием не как командировка по службе, а исключительно по собственному его желанию.

### Инструкции для Мустафина
В отношении барона Розена управляющему военным министерством Владимиру Фёдоровичу Адлербергу за № 698 говорится, что «Мустафа Тазадин, при благоразумном поведении и основательном знании магометанского закона, в продолжение двухлетнего пребывания своего в Тифлисе успел приобрести уважение многих почётных горцев духовного и светского звания, довольно познакомился с их обычаями и по желанию моему сам вызвался путешествовать в Восточной части Кавказа для распространения между жителями оной правильных понятий о веротерпимости и благодетельных намерениях в отношении горцев нашего правительства. Эта страна Кавказа преимущественно пред прочими назначена мною для путешествия сего эфендия потому, что жители оной более других кавказских племён вводятся неблагонамеренными людьми в заблуждение чрез неправильное и злонамеренное истолкование магометанской веры, клонящееся к возбуждению в них ненависти противу нашего правительства. (…) Я снабдил его инструкцией о том, каким образом он должен поступать при исполнении сего столь важного поручения, и подробными сведениями о положении и отношении к нам народов, населяющих восточную часть Кавказа, и назначил ему средства для приличного поддержания своего звания во время предназначенного путешествия, в которое он отправился из Тифлиса в половине прошлого июня».

### Работа эмиссара
Капитан Таджуддин Мустафин прибыл в крепость Грозную и начал свою работу. Здесь он собрал жителей, представителей 29 чеченских сёл и своими увещаниями старался убедить их присягнуть на верноподданство царскому правительству. Затем была встреча с жителями Аксая, Эндирея, Чиркея. Сохранился текст воззвания Таджуддина к горцам с призывом подчиниться царю, в котором последний так превозносится, что горцы под впечатлением этого обращения должны были бы толпами в массовом порядке покориться Российскому императору.
«О, мусульманская община! Как мы, так и вы совершенно осчастливлены нахождением под покровительством доброжелательного всем Государя Великого императора, именуемого Николаем Павловичем, высокопоставленного, высокочтимого… Как нам, так и вам в данный момент следует возносить молитвы великому императору, служа ему от всего сердца, чтобы получить за малую работу большее вознаграждение, каждодневно возносить молитвы ему по утрам и по вечерам с целью пробудить в его душе милосердие к подданным, чтобы он утвердил нацию в своей нации, дабы священный шариат благоденствовал, а его душа освободилась от горестей… (…) В настоящее время не имеет никого, кто бы жаловался на недостатки. Он назначил учёных муфтиев, определил жалование для воспрепятствования тех неразумных и невежд, кто, не разумея шариат наш, не подчиняясь великому императору, чинит кражи, разбои на дорогах и причиняет вред населению. Народ, собравшийся в настоящее время в данном собрании, должен возносить свои молитвы великому императору и его детям, дабы все указанные положения были исполняемы. Амин. Шейх-уль-ислам муфтий Таджуддин Эфенди».

### Несостоявшаяся встреча

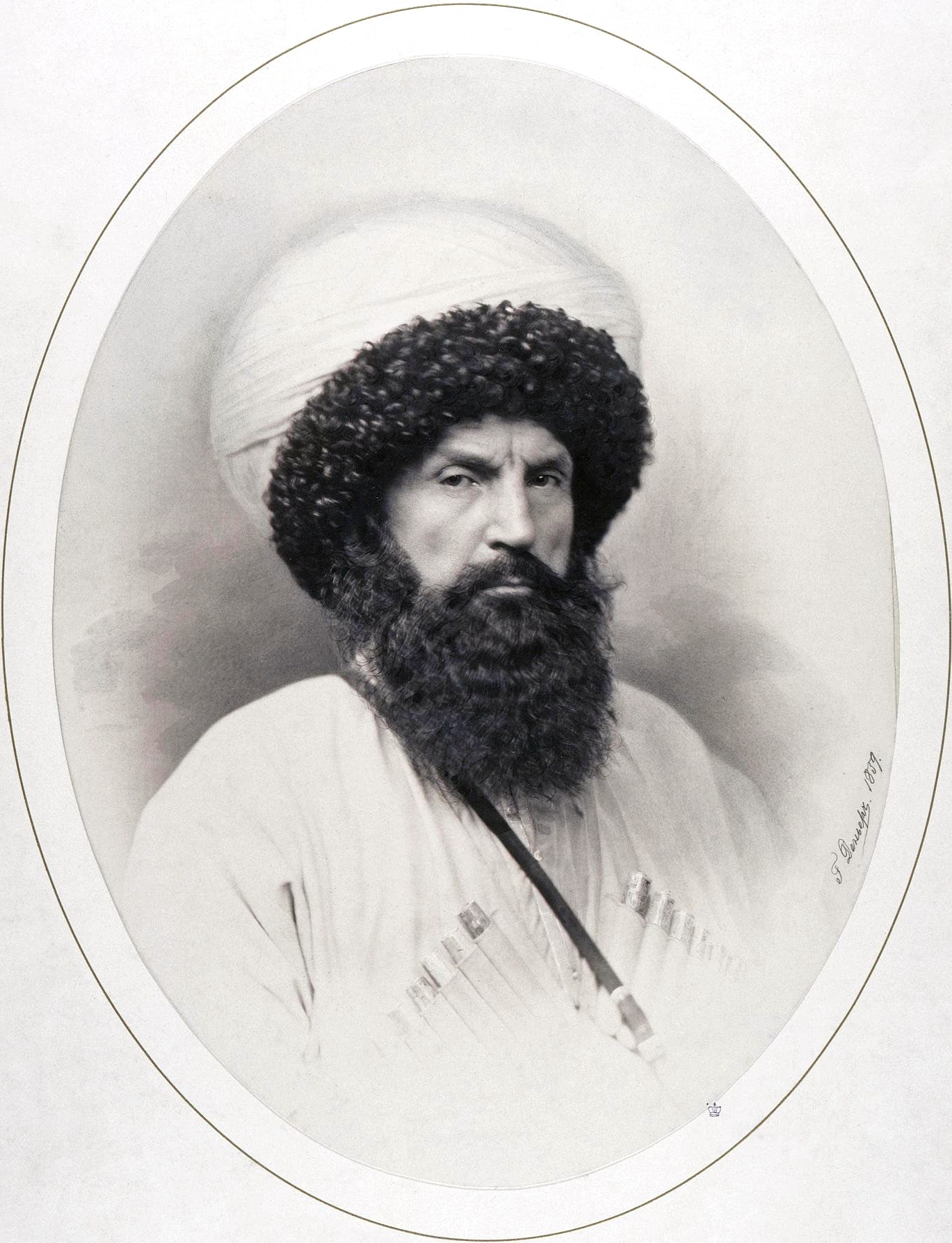
Имам Шамиль

Главной задачей Таджуддина было встретиться с Имам Шамилём. Понимая, что от этой встречи может зависеть успех его предприятия, Мустафин отправил доверенных людей к имаму с письмом и подарками. Шамиль уже знал о некоем проповеднике, рассылающем свои воззвания и подарки горцам, и, когда посыльные этого проповедника прибыли к нему, он поступил просто: посадил их под стражу. Только через несколько дней, уступая уговорам своих приближённых, Шамиль освободил заключённых, объясняя при этом, что из того, как он с ними обошёлся, Таджуддин Мустафин может понять его решение, и что другого ответа от него не будет.
Таджуддин Мустафин сделал попытку встретиться также с другими влиятельными лицами, такими как Ташев Хаджи и Уди Мулла в Чечне, но и здесь его старания не увенчались успехом. Было ясно, что казанский проповедник не понят кавказскими горцами, а поэтому царское правительство было вынуждено отозвать Мустафина с Кавказа, что можно засвидетельствовать из отношения титулярного советника Перовского к генералу Евгению Головину от 5 ноября 1841 года, в котором, в частности, говорится: «…внушения его, по видам правительства направленные, не имели никакого влияния на изменение сношений наших с горцами, что при всём его усердии нельзя надеяться, чтобы он и со временем мог быть полезным орудием действия на умы дагестанцев, так как он чужд Кавказу и учение его несовершенно согласно с правилами суннизма в Дагестане и вообще в том крае исповедуемого мусульманами».
Поскольку Таджуддин Мустафин не смог найти общий язык с Имам Шамилём, вскоре он потерял уважение и был уволен со своего поста в 1840 году. После него должность занял Осман-эфенди Велизаде.